# باول كامبل (لاعب كرة قدم أمريكية)
باول كامبل (بالإنجليزية: Paul Campbell)‏ هو لاعب كرة قدم أمريكية أمريكي، ولد في 11 مارس 1926 في أولني في الولايات المتحدة، وتوفي في 10 فبراير 2005 في مدلاند في الولايات المتحدة.

## روابط خارجية
- باول كامبل على موقع كلية كرة القدم في سبورتس رفرنس.كوم (الإنجليزية)